# Club Deportivo Varea
El Club Deportivo Varea es un club de fútbol español del barrio de Varea (Logroño) en La Rioja. Fundado en 2009, después de que el club con el mismo nombre, fundado en 1967, fuese convertido en U. D. Logroñés. En la actualidad milita en el grupo XVI de la Tercera Federación.

## Historia
En 1967 se fundó en el barrio rural logroñés de Varea el C.D. Varea, que participó hasta la temporada 1985-86 en la competiciones regionales de la Federación Navarra de Fútbol pasando en 1986 a la recién creada Federación Riojana de Fútbol siendo inscrito en la Primera Regional, ascendiendo a Regional Preferente dos temporadas después.
En la temporada 1991-92, tras lograr el título de campeón de liga y superar la promoción de ascenso el equipo arlequinado logró su primer ascenso a Tercera División, permaneciendo 5 temporadas en la categoría.
Entre los años 1997 y 2003 el C. D. Varea jugó en la Preferente riojana, logrando regresar a la Tercera División tras superar la promoción de ascenso en la temporada 2002-03. En la nueva etapa en categorías nacionales el club de Varea se convirtió en un clásico de los puestos de cabeza culminando su progresión con el campeonato liguero de la temporada 2008-09. La guinda final de la temporada fue la consecución el 31 de mayo de 2009 del ascenso a Segunda B. Días más tarde el equipo fue vendido al empresario Félix Revuelta y los socios del club aprobaron el cambio de nombre a U. D. Logroñés.
En agosto de 2009 se fundó el actual Club Deportivo Varea y empezó a competir en Regional Preferente, consiguiendo el ascenso a la Tercera División. Desde entonces ha permanecido en esta división, siendo un habitual de la zona alta de la tabla y en las promociones de ascenso. 
Desde 2020 ha estado presente en las seis promociones de ascenso disputadas, llegando a la final en la de 2020 y la de 2025.
El Varea también fue muy activo en la fase regional de la Copa federación, ganándola hasta en cuatro ocasiones. Fue en 2014, 2017, 2018 y 2024, tras vencer al Haro Deportivo por 2:4 en el Estadio Mundial 82.

## Uniforme
- Uniforme titular: camiseta arlequinada roja y blanca, pantalón negro y medias negras.

## Estadio
El C. D. Varea  juega sus partidos en el campo municipal Ángel Aguado, de Varea, con capacidad para 2000 personas.

## Datos del club
- Temporadas en Primera División: 0
- Temporadas en Segunda División: 0
- Temporadas en Primera Federación: 0
- Temporadas en Segunda Federación: 0
- Temporadas en Tercera Federación / Tercera División: 27
- Mejor puesto en la liga: 1.º en Tercera División de España (2008-09, 2013-14 y 2014-15)

## Palmarés
Nota: en negrita competiciones vigentes en la actualidad.
| Competición nacional             | Títulos                                                  | Subcampeonatos                        |
| -------------------------------- | -------------------------------------------------------- | ------------------------------------- |
| Tercera División de España (3/4) | 2008-09 (Gr. XVI), 2013-14 (Gr. XVI), 2014-15 (Gr. XVI). | 2019-20 (Gr. XVI), 2022-23 (Gr. XVI). |

| Competición regional                  | Títulos                          | Subcampeonatos                     |
| ------------------------------------- | -------------------------------- | ---------------------------------- |
| Copa Federación (4/4)                 | 2013-14, 2016-17, 2018-19, 2024. | 2004-05, 2005-06, 2012-13, 2022-23 |
| Regional Preferente de La Rioja (3/2) | 1991-92, 2000-01, 2002-03.       | 2001-02, 2009-10.                  |

## Trayectoria

### Histórico de temporadas
| Temporada | División     | Puesto |
| --------- | ------------ | ------ |
| 1969-70   | 2.ª Regional | 5.º    |
| 1970-71   | 2.ª Regional | 11.º   |
| 1971-72   | 2.ª Regional | 7.º    |
| 1972-73   | 2.ª Regional | 11.º   |
| 1973-74   | 2.ª Regional | 13.º   |
| 1974-75   | 2.ª Regional | 3.º    |
| 1975-76   | 1.ª Regional | 13.º   |
| 1976-77   | 2.ª Regional | 10.º   |
| 1977-1982 | Inactivo     | —      |
| 1982-83   | 2.ª Regional | 4.º    |
| 1983-84   | 1.ª Regional | 16.º   |
| 1984-85   | 1.ª Regional | 17.º   |
| 1985-86   | 2.ª Regional | 9.º    |
| 1986-87   | 1.ª Regional | 12.º   |
| 1987-88   | 1.ª Regional | 3.º    |
| 1988-89   | Preferente   | 8.º    |
| 1989-90   | Preferente   | 14.º   |
| 1990-91   | Preferente   | 10.º   |

| Temporada | División        | Puesto |
| --------- | --------------- | ------ |
| 1991-92   | Preferente      | 1.º    |
| 1992-93   | 3.ª (Grupo XV)  | 17.º   |
| 1993-94   | 3.ª (Grupo XV)  | 11.º   |
| 1994-95   | 3.ª (Grupo XV)  | 16.º   |
| 1995-96   | 3.ª (Grupo XV)  | 16.º   |
| 1996-97   | 3.ª (Grupo XV)  | 19.º   |
| 1997-98   | Preferente      | 6.º    |
| 1998-99   | Preferente      | 9.º    |
| 1999-00   | Preferente      | 6.º    |
| 2000-01   | Preferente      | 1.º    |
| 2001-02   | Preferente      | 2.º    |
| 2002-03   | Preferente      | 1.º    |
| 2003-04   | 3.ª (Grupo XV)  | 13.º   |
| 2004-05   | 3.ª (Grupo XVb) | 4.º    |
| 2005-06   | 3.ª (Grupo XVb) | 5.º    |
| 2006-07   | 3.ª (Grupo XVI) | 6.º    |
| 2007-08   | 3.ª (Grupo XVI) | 6.º    |
| 2008-09   | 3.ª (Grupo XVI) | 1.º    |

| Temporada | División             | Puesto | Copa del Rey  |
| --------- | -------------------- | ------ | ------------- |
| 2009-10   | Preferente           | 2.º    |               |
| 2010-11   | 3.ª (Grupo XVI)      | 11.º   |               |
| 2011-12   | 3.ª (Grupo XVI)      | 4.º    |               |
| 2012-13   | 3.ª (Grupo XVI)      | 4.º    |               |
| 2013-14   | 3.ª (Grupo XVI)      | 1.º    |               |
| 2014-15   | 3.ª (Grupo XVI)      | 1.º    | Primera ronda |
| 2015-16   | 3.ª (Grupo XVI)      | 5.º    | Primera ronda |
| 2016-17   | 3.ª (Grupo XVI)      | 6.º    |               |
| 2017-18   | 3.ª (Grupo XVI)      | 5.º    |               |
| 2018-19   | 3.ª (Grupo XVI)      | 6.º    |               |
| 2019-20   | 3.ª (Grupo XVI)      | 2.º    |               |
| 2020-21   | 3.ª (Grupo XVI)      | 3.º    | Primera ronda |
| 2021-22   | 3.ª Fed. (Grupo XVI) | 4.º    |               |
| 2022-23   | 3.ª Fed. (Grupo XVI) | 2.º    |               |
| 2023-24   | 3.ª Fed. (Grupo XVI) | 5.º    | Primera ronda |
| 2024-25   | 3.ª Fed. (Grupo XVI) | 3.º    |               |
| 2025-26   | 3.ª Fed. (Grupo XVI) |        |               |

LEYENDA

 :Ascenso de categoría
 :Descenso de categoría
 :Retirado de la competición

### Participaciones enCopa del Rey
| Temporada | Ronda     | Rival                        | Resultado |  |
| --------- | --------- | ---------------------------- | --------- |  |
| 2014-15   | 1.ª Ronda | U. D. Somozas                | 3-0       |  |
| 2015-16   | 1.ª Ronda | Cultural y Deportiva Leonesa | 2-3       |  |
| 2020-21   | 1.ª Ronda | U. D. Las Palmas             | 0-4       |  |
| 2022-24   | 1.ª Ronda | Levante U. D.                | 0-3       |  |

### Participaciones en playoffs de ascenso
| Temporada | Liga                | Ronda            | Rival                    | Ida | Vuelta       | Global |  | Ascenso |
| --------- | ------------------- | ---------------- | ------------------------ | --- | ------------ | ------ |  | ------- |
| 1991-92   | Regional Preferente | Final            | A. D. San Juan           | 2-1 | 2-0          | 2-3    |  |         |
| 2008-09   | Tercera División    | Final Campeones  | A.D. Cerro de Reyes B.A. | 1-1 | 1-1 (p. 3-0) | 2-2    |  |         |
| 2011-12   | Tercera División    | Cuartos de final | S. D. Tenisca            | 0-1 | 1-1          | 1-2    |  |         |
| 2012-13   | Tercera División    | Cuartos de final | Novelda C. F.            | 1-2 | 1-3          | 4-3    |  |         |
| 2012-13   | Tercera División    | Semifinal        | C. D. Laudio             | 0-2 | 1-1          | 1-3    |  |         |
| 2013-14   | Tercera División    | Final Campeones  | S. D. Leioa              | 1-4 | 3-0          | 7-1    |  |         |
| 2013-14   | Tercera División    | Semifinal        | C. D. Tenerife "B"       | 3-0 | 5-3          | 6-5    |  |         |
| 2014-15   | Tercera División    | Final Campeones  | C. D. Ebro               | 1-2 | 0-2          | 3-2    |  |         |
| 2014-15   | Tercera División    | Semifinal        | C. Atlético Osasuna "B"  | 3-0 | 2-3          | 6-2    |  |         |
| 2019-20   | Tercera División    | Semifinal        | Casalarreina C. F.       | 1-0 | 1-0          | 1-0    |  |         |
| 2019-20   | Tercera División    | Final            | S. D. Logroñés           | 1-1 | 1-1          | 1-1    |  |         |
| 2020-21   | Tercera División    | Cuartos de final | C. D. Calahorra "B"      | 2-1 | 2-1          | 2-1    |  |         |
| 2020-21   | Tercera División    | Semifinal        | C. D. Alfaro             | 2-0 | 2-0          | 2-0    |  |         |
| 2021-22   | Tercera Federación  | Cuartos de final | C. D. Anguiano           | 1-2 | 1-2          | 1-2    |  |         |
| 2021-22   | Tercera Federación  | Semifinal        | C. D. Alfaro             | 1-0 | 1-0          | 1-0    |  |         |
| 2022-23   | Tercera Federación  | Cuartos de final | C. D. Anguiano           | 2-3 | 4-2          | 4-7    |  |         |
| 2022-23   | Tercera Federación  | Semifinal        | C. D. F. C. La Calzada   | 1-1 | 0-2          | 3-1    |  |         |
| 2023-24   | Tercera Federación  | Cuartos de final | C. D. Anguiano           | 1-1 | 2-1          | 2-3    |  |         |
| 2024-25   | Tercera Federación  | Cuartos de final | C. D. F. C. La Calzada   | 0-1 | 3-2          | 2-4    |  |         |
| 2024-25   | Tercera Federación  | Semifinal        | S. D. Oyonesa            | 0-0 | 1-0          | 0-1    |  |         |
| 2024-25   | Tercera Federación  | Final            | Rayo Vallecano "B"       | 1-2 | 3-0          | 1-5    |  |         |

## Equipo filial
El Varea creó un equipo filial, el C. D. Varea "B" en la temporada 2019-20 en Regional Preferente, pero tras la pandemia de Covid-19 no tuvo continuidad en el siguiente año, hasta que en la temporada 2022-23, volvió a inscribir un nuevo equipo con el mismo nombre.